# Валтер Таварес
Валтер Таварес (порт. Walter Tavares; 22. март 1992) зеленортски је кошаркаш. Игра на позицији центра, а тренутно наступа за Реал Мадрид.

## Каријера
Таварес је играо у млађим категоријама Гран Канарије, а на почетку сениорске каријере наступао је на позајмици у шпанском друголигашу Ла Палми. Свој дебитантски наступ за Гран Канарију у АЦБ лиги забележио је 6. јануара 2013. године. На НБА драфту 2014. одабран је као 43. пик од стране Атланта хокса, па је тако постао први играч из своје земље који је драфтован у НБА. Таварес није одмах отишао у НБА већ се вратио у Гран Канарију да одигра још једну сезону. Наступајући за Гран Канарију у сезони 2014/15.  уврштен је у идеални тим Еврокупа.
У јулу 2015. званично је постао играч Атланта хокса. Током сезоне 2015/16. наступио је на 11 НБА утакмица за Атланту, а већину времена је провео у НБА развојној лиги где је играо за Остин спарсе, Кантон чарџ и Бејкерсфилд џем. У наредној 2016/17. сезони наступио је на само једној утакмици за Атланту, пре него што је отпуштен 31. октобра 2016. године. У новембру 2016. се прикључио екипи Репторс 905. Добре партије у дресу Репторса донеле су му награду за најбољег дефанзивца НБА развојне лиге у сезони 2016/17. У априлу 2017. потписао је уговор са Кливленд кавалирсима. У дресу Кливленда је одиграо само један меч у регуларном делу сезоне, док због повреде није наступао у плејофу. Кливленд га је отпустио 11. октобра 2017. године. После отказа у Кливленду, Таварес се вратио у Репторс 905 (где је одиграо још једну утакмицу) након чега се вратио у Шпанију како би потписао за Реал Мадрид.
Дана 10. новембра 2017. године потписао је трогодишњи уговор са Реал Мадридом. Већ у првој сезони са екипом Реала је освојио Евролигу. Наредне године добио је награду за најбољег одбрамбеног играча Евролиге. У јуну 2019. потписао је нови петогодишњи уговор са Реалом. У сезони 2022/23. освојио је своју другу Евролигу са Реалом. Тада је добио и награду за најкориснијег играча фајнал фора Евролиге.

## Успеси

### Клупски
- Реал Мадрид:
  - Евролига (2): 2017/18, 2022/23.
  - Првенство Шпаније (4): 2017/18, 2018/19, 2021/22, 2023/24.
  - Kуп Шпаније (2): 2020, 2024.
  - Суперкуп Шпаније (6): 2018, 2019, 2020, 2021, 2022, 2023.

### Појединачни
- Најкориснији играч фајнал фора Евролиге (1): 2022/23.
- Најбољи одбрамбени играч Евролиге (3): 2018/19, 2020/21, 2022/23.
- Идеални тим Евролиге — прва постава (3): 2020/21, 2021/22, 2022/23.
- Идеални тим Евролиге — друга постава (3): 2018/19, 2023/24, 2024/25.
- Идеални тим Еврокупа — прва постава (1): 2014/15.